# NoJazz

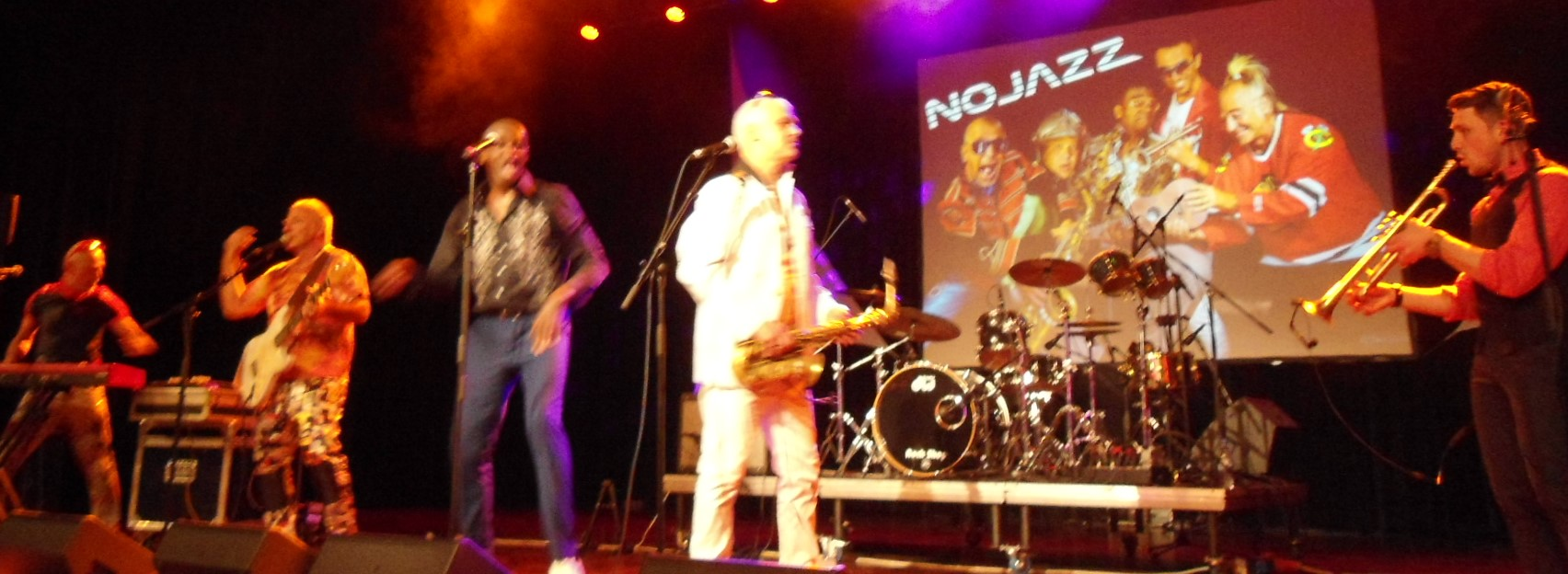
noJazz beim Jazzfestival St. Ingbert

noJazz ist eine 2002 gegründete Band französischer Musiker, deren Musik gemeinhin als „Dancefloorjazz“ bezeichnet wird. Der Musikstil setzt sich aus Jazz, Hip-Hop, Dub und Funk zusammen. Sie haben mehrere Tourneen durch Frankreich, Deutschland, Österreich und die Schweiz gemacht.

## Mitglieder
- Michael Chekli alias Dj Mike (Sampling)
- Philippe Sellam (Saxophon)
- Philippe „Balat“ Balatier (Keyboard, Sampling)
- Guillaume Poncelet (zunächst Nicolas Folmer) (Trompete)
- Pascal „Bilbo“ Reva (Bass, Schlagzeug)

## Diskografie
Alben
- 2002: noJazz (Warner Music Group)
- 2004: NoLimits (Warner Music Group)
- 2005: have fun (Warner Music Group)
- 2009: Zooland (Warner Music Group)
- 2013: Live au Sunset (Warner Music Group)